# Хименес, Сусана
Мария Сусана Хименес Ауберт (исп. María Susana Giménez Aubert; р. 29 января 1944, Буэнос-Айрес) — аргентинская телеведущая, актриса и модель. С 1987 года она ведёт на аргентинском телевидении ток-шоу Susana Giménez (ранее называлось Hola Susana).

## Биография
В Кильмесе Хименес получила педагогическое образование, по специальности она учительница младших классов. До прихода известности работала секретарём на крупном заводе. В середине 1960-х годов Сусана стала работать фотомоделью, снималась для рекламы, появлялась на обложках журналов. В 1968 году она дебютировала в кино, исполняла небольшие роли в кинокомедия. В 1970 году Хименес присоединилась к актёрскому составу телевизионного скетч-шоу Matrimonios y algo más и была отмечена телевизионной премией «Мартин Фиерро» как лучшая актриса-дебютантка. В 1970-х годах она много снималась в кино, играла в театре. В начале 1980-х годов Хименес вернулась на телевидение, став вместе с Альберто Ольмедо главной звездой скетч-шоу «Альберто и Сусана» на канале El Trece. Однако из-за низких рейтингов передача была закрыта уже после первого сезона. После этого Хименес вновь сосредоточилась на кино и театре.
В 1987 Сусана она стала ведущей ток-шоу Hola Susana, которое являлось аналогом популярного шоу Pronto Raffaella? с ведущей Рафаэллой Каррой. Передача сначала транслировалась на канале ATP, затем перешла на Canal 9, а с 1992 года выходит на крупнейшем телеканале Аргентины Telefe. Также шоу транслируется в других странах Латинской Америки. С 1994 года передача стала выходить в прайм-тайм, в 1998 году сменила название на Susana Giménez. Много раз само шоу и Сусана Хименес как его ведущая были удостоены телепремии «Мартин Фиерро».

## Личная жизнь
В 1962 году Хименес вышла замуж за бизнесмена Марио Сарабайроуса. Через год у них родилась дочь Мерседес. В 1967 году супруги развелись. В 1974—1977 годах Сусана состояла в отношениях с боксёром Карлосом Монсоном, с которым познакомилась на съёмочной площадке фильма «Мари». В 1979—1987 её бойфрендом был актёр Рикардо Дарин. В 1988 году Хименес вышла замуж за Уберто Ровиралту, через десять лет они развелись, при соглашению о разводе Сусана выплатила бывшему мужу 10 млн долларов.